# Educació a Moçambic

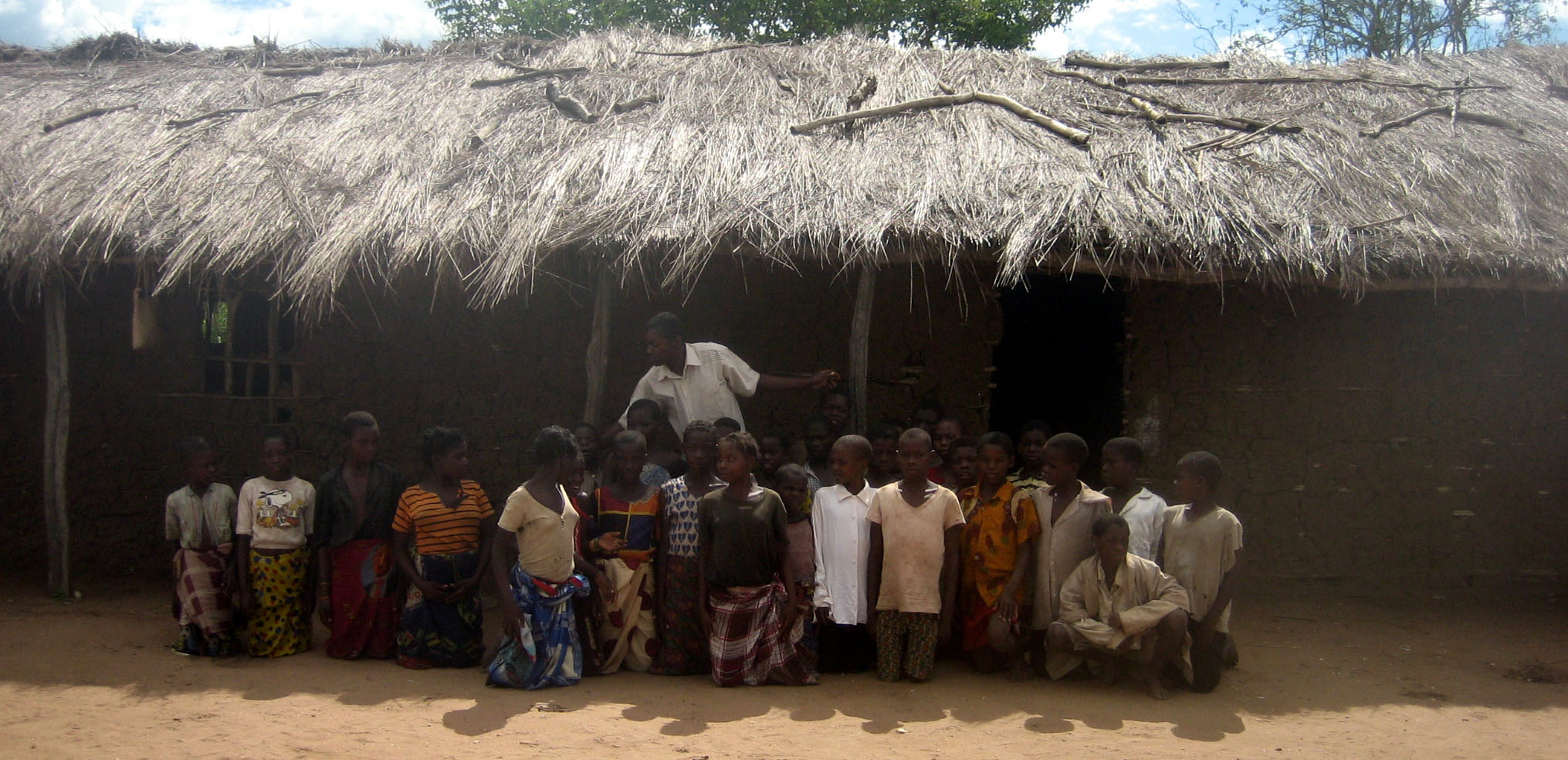
Estudiants davant de la seva escola a Nampula, Moçambic

L'educació a Moçambic està organitzada en tres etapes principals: educació primària, educació secundària i ensenyament superior. En 2013, la taxa d'alfabetització era del 48%. La universitat més gran i més antiga és la Universitat Eduardo Mondlane, a Maputo, fundada el 1962. Tot i tenir un sistema nacional d'educació pública, diversos programes i iniciatives educatives a Moçambic són finançades i recolzades principalment per la comunitat internacional. Segons USAID en 2009 Moçambic encara no tenia prou escoles ni mestres per garantir l'educació a la joventut de la nació. S'estima que un 60% dels adults segueix sense poder llegir i escriure, amb el major índex d'analfabetisme entre les dones.

## Història

### Període colonial
Abans i durant el període colonial, l'educació dels nadius africans a l'Àfrica Oriental Portuguesa era essencialment informal, amb ritus de pas dins de les tribus com a únic element formal. L'educació formal, però, era proporcionada per les escoles alcoràniques en els pobles musulmans, principalment al nord. Aquestes escoles se centraven en el coneixement de l'Alcorà i de l'àrab alcorànic. A les zones sota control o influència portuguesa l'educació també va ser desenvolupada. A partir del segle xvii, els portuguesos i un petit nombre d'africans van rebre un nivell bàsic d'educació (i la inculcació dels valors culturals i religiosos portuguesos) en escoles de les missions a les ciutats portugueses, però molts dels fills dels portuguesos o prínceps africans s'enviaven a Goa o a Portugal per a la seva educació. El petit nombre d'africans educats significava una manca de treballadors alfabetitzats, el dèficit era compensat en part pels hindús.
Un creixement en les activitats educatives dels missioners d'altres països va impulsar la introducció d'alguns controls en 1907: a partir d'ara l'educació s'impartiria només en portuguès o en llengües nadiues, mentre que les escoles i els llibres de text estaven subjectes a l'aprovació del govern.
En 1927 es va introduir la classe dels assimilados, creant una classe separada d'africans als que es requeria que posseïssin, entre d'altres, un coneixement fluid parlat i escrit de portuguès. Però aquesta classe d'assimilats era reduïda, fins i tot a principis dels anys 1970 la taxa d'alfabetització era només del 5%. s'ha argumentat que les autoritats portugueses omitien intencionadament l'educació de la població africana en un esforç per prevenir el creixement d'un moviment independentista, i que l'educació es va proporcionar a uns pocs escollits per tal d'aïllar-los de la població general.
El 1930, el sistema d'educació consistia en 47 escoles primàries (28 dirigides pel govern, i 19 catòliques) amb 11.217 estudiants entre ells, més o menys dividits per igual entre africans i portuguesos; 186 escoles rudimentàries, que ensenyen portuguès bàsic a poc menys de 30.000 africans (amb uns altres 8.132 a escoles rudimentàries dirigides per missioners estrangers); i una escola secundària a la capital, on hi van rebre educació 164 europeus, 26 hindús, 17 mestiços, i un africà.
Aquesta educació proporcionada per la població africana estava fortament orientada cap a l'augment de la seva aptitud per al treball: l'Accordo Missionário de 1940, que estableix el marc per a la prestació de l'educació per l'església, va afirmar que l'educació rudimentària era per,
"La formació perfecta dels indígenes en els ideals nacionals i morals i l'adquisició d'hàbits i aptituds per al treball ... ideals morals s'entén que inclouen l'abandonament de la mandra i la formació dels futurs treballadors rurals i dels artesans".
Els portuguesos van intentar ampliar l'oferta educativa cap al final del període colonial: el nombre d'escoles d'adaptació (successores de les escoles rudimentàries) va augmentar de 1.122 en 1951 a 2.563 el 1958. la participació de l'educació en el pressupost es va elevar de 5,4% el 1964 al 9,5% el 1967. Tot i això, però, encara estava dominada per l'educació de la minoria blanca, i pel 1962 encara només el 25% oe la població no tenia cap tipus d'educació. En 1964 l'assistència era obligatòria per a tots els nens en tres milles d'una escola, tot i que la manca de mitjans va impedir que això s'apliqués plenament.

### L'era Frelimo
El Frelimo van prendre mesures per a l'educació, fins i tot abans que comencés la guerra d'independència de Moçambic. Van fundar una escola per als exiliats de Moçambic a Dar es Salaam en la dècada de 1960, encara que en 1967 encara no tenia més de 150 estudiants. L'escola va anar en orris després de l'assassinat d'Eduardo Mondlane en 1969.
A mesura que l'organització prenia el control de zones de Moçambic en la dècada de 1970, va promoure l'educació entre els nens i els adults. Es va encoratjar en particular l'alfabetització de les dones. El 1971 hi havia 20.000 estudiants en les àrees del país controlades pel FRELIMO, i 1,3 milions de nens anaven a l'escola de 1977. En 1978, l'organització reivindicava una taxa nacional d'alfabetització del 15%. No obstant això, l'alfabetització va patir manca de mestres capacitats i la necessitat pràctica de molts estudiants de passar el temps a la feina agrícola en lloc de a les aules.
La subsegüent Guerra Civil de Moçambic (1977-1992) també va tenir el seu efecte en els esforços educatius. Les escoles, com a part de la infraestructura governamental, van ser un objectiu particular dels ataca de la Renamo, i la taxa d'alfabetització va caure del 20% en 1983 al 14% en 1990. La situació va millorar després del final de la guerra el 1992, i el 1998 l'ONU va calcular una taxa d'alfabetització en el 40%; però la taxa entre les dones continuava sent només de la meitat que la dels homes. La matriculació educativa també mostra una forta disminució als nivells més alts: el 1997 el 66,8% dels nens en edat escolar primària estaven matriculats, un 6,9% a secundària, i només el 0,3% en l'educació superior.

## Educació primària i secundària
L'educació és obligatòria i gratuïta fins a l'edat de 12 anys, però els costos de matrícula es paguen i són una càrrega per a moltes famílies. Les famílies per sota del llindar de la pobresa poden obtenir un certificat d'exempció de la quota. L'aplicació de les lleis d'educació obligatòria és inconsistent a causa de la manca de recursos i l'escassetat d'escoles en els graus superiors.
En 2002 la taxa bruta de matrícula primària va ser del 103 %, i la taxa neta de matrícula primària va ser del 55 %. Les taxes de matrícula bruta i neta es basen en el nombre d'estudiants registrats formalment a l'escola primària i, per tant, no reflecteixen necessàriament l'assistència real de l'escola. El 1996 el 51,7 % dels nens de 7 a 14 anys assistien a l'escola. A partir del 2001, el 49 % dels nens que van començar l'escola primària era probable que arribessin al 5è grau. Al final de 2003 s'estimava que 370.000 nens de Moçambic eren orfes per la SIDA. S'estima que el VIH/SIDA podia provocar una disminució en el nombre de docents per a l'any 2010.
En 2007 un milió de nens encara no anaven a l'escola, la majoria d'ells procedents de famílies rurals pobres, i gairebé la meitat de tots els mestres a Moçambic encara no tenien qualificació. La matriculació de les nenes va augmentar de 3 milions el 2002 a 4,1 milions el 2006, mentre que la taxa de terminació augmentar de 31.000 a 90.000, el que testimonia una taxa de terminació molt pobre.

## Educació superior

### Història
L'educació superior mai ha arribat a més d'una petita fracció dels moçambiquesos. El 1996, el país tenia només 40 estudiants universitaris per 100.000, en comparació amb 638 a Zimbabwe i 5.339 als Estats Units. La primera institució va ser fundada el 1962 i es va actualitzar a la categoria d'universitat (Universitat de Lourenço Marques) el 1968. La seva gran majoria eren blancs, amb només 40 estudiants africans en el moment de la independència el 1975. La independència provocà inicialment un enorme èxode de personal i estudiants, el nombre d'estudiants a la universitat va caure de 2.433 el 1975 a 750 a la Universitat Eduardo Mondlane (UEM) el 1978. En aquest moment només hi havia deu professors moçambiquesos i ompliren les vacants amb personal del bloc comunista; la universitat d'aquest el temps ha estat descrita com a "una veritable Torre de Babel". El percentatge de professors estrangers a la institució va disminuir de manera constant des de llavors, a un 33% el 1991, i després al 14% el 2001. Durant la dècada de 1980 molts estudiants de Moçambic va assistir fer estudis superiors a l'Europa de l'Est i a la Unió Soviètica.
Per augmentar el nombre de professors qualificats al país es va establir una Facultat d'Educació a la universitat va ser establerta el 1980, però aquest va ser reemplaçat per la fundació el 1985 de la segona institució universitària del país, la Universidade Pedagógica (UP). Una tercera, l'Instituto Superior de Relações Internacionais (ISRI), fou fundada en 1986 per formar diplomàtics.
En part a causa de la creació de les universitats privades, el nombre d'estudiants va augmentar de menys de 4.000 en 1990 a gairebé 12.000 el 1999. Nogensmenys, l'UEM i l'UP segueixen sent, de llarg, les més grans institucions d'ensenyament superior, amb aproximadament 7.000 i 2.000 estudiants respectivament, en comparació amb al voltant de 1.000 cadascub per UCM i ISPU.

### Accés
Hi ha gairebé el doble d'estudiants de sexe masculí que del femení (1,8: 1 en 1999); Aquesta discrepància és més greu a les universitats de govern, on els homes superen les dones 3:1. També hi ha desigualtats de classe substancials en l'accés a l'educació. Els estudiants d'ensenyament superior són desproporcionadament propensos a tenir el portuguès com a llengua materna, i són molt més propensos que la població general a tenir pares educats. Les dues principals universitats tenen marcades diferències en els patrons de captació: gairebé el 60% dels estudiants de la UEM són d'àrees urbanes, i una quarta part de les zones rurals, mentre que a l'UP s'inverteixen aquestes proporcions.
Fins 1990 l'accés a l'ensenyament superior a la UEM era garantit per a tots aquells que acabaven l'ensenyament secundari. Això va canviar amb la introducció de proves d'accés l'any següent. Actualment la demanda de places supera considerablement l'oferta: el 1999 hi havia 10.974 sol·licitants per 2.342 places. Aquest excés de subscripció generalment només s'aplica només a les escoles del govern, mentre que les institucions no governamentals aproximadament tenen el mateix nombre de sol·licitants i places.

### Taxes de finalització
Les taxes de finalització en les institucions d'ensenyament superior de Moçambic són extremadament baixes. A finals dels anys 90, només el 6,7% dels estudiants de la UEM i el 13,1% dels estudiants de la UP es van graduar. Mario et al. han suggerit que la diferència entre aquestes dues taxes es pot atribuir a l'exigència d'un treball final a la UEM. Adverteixen que la baixa proporció d'estudiants que acaben els seus estudis en realitat pot ser un signe de èxit, ja que molts estudiants troben feina abans d'acabar els seus cursos, i així no senten la necessitat de graduar-se formalment.

### Institucions no governamentals
L'adveniment de les universitats no governamentals ha provocat certa controvèrsia. Han estat criticades per les seves motivacions (financers i religiosos, més que purament educatives), i per atraure als mestres del sector estatal. Molts professors treballen a temps parcial en institucions del sector privat a més dels seus llocs en el govern, per la qual cosa s'ha argumentat que les universitats privades almenys augmenten la quantitat d'educació que estan proporcionant. Com s'ha assenyalar anteriorment, les noves universitats també han contribuït a augmentar el nombre de places disponibles i l'abast geogràfic de la prestació.

### Institucions
Les principals universitats són:
- Universitat Eduardo Mondlane - Maputo pública
- Universidade São Tomás de Moçambique privada
- Universitat Catòlica de Moçambic - Nampula, Sofala, Cabo Delgado privada
- Universidade Mussa Bin Bique privada
- Instituto Superior Politécnico e Universitário - Maputo, Quelimane privada
- Instituto Superior de Ciências e Tecnologia de Moçambique privada
- Instituto Superior de Relações Internacionais privada
- Instituto Superior de Transportes e Comunicações privada
- Universidade Pedagógica - Maputo, Sofala pública
- Universidade Técnica de Moçambique pública
- Academia Militar Samora Machel pública
- Universidade Lúrio- Nampula privada
- Academia de Ciencias Policiais - Maputo privada
- Universidade Zambeze - Beira pública